# Pimoa reniformis
Pimoa reniformis is een spinnensoort in de taxonomische indeling van de Pimoidae.
Het dier behoort tot het geslacht Pimoa. De wetenschappelijke naam van de soort werd voor het eerst geldig gepubliceerd in 2007 door Xu & S. Q. Li.